# Casa del Giardino di Ercole

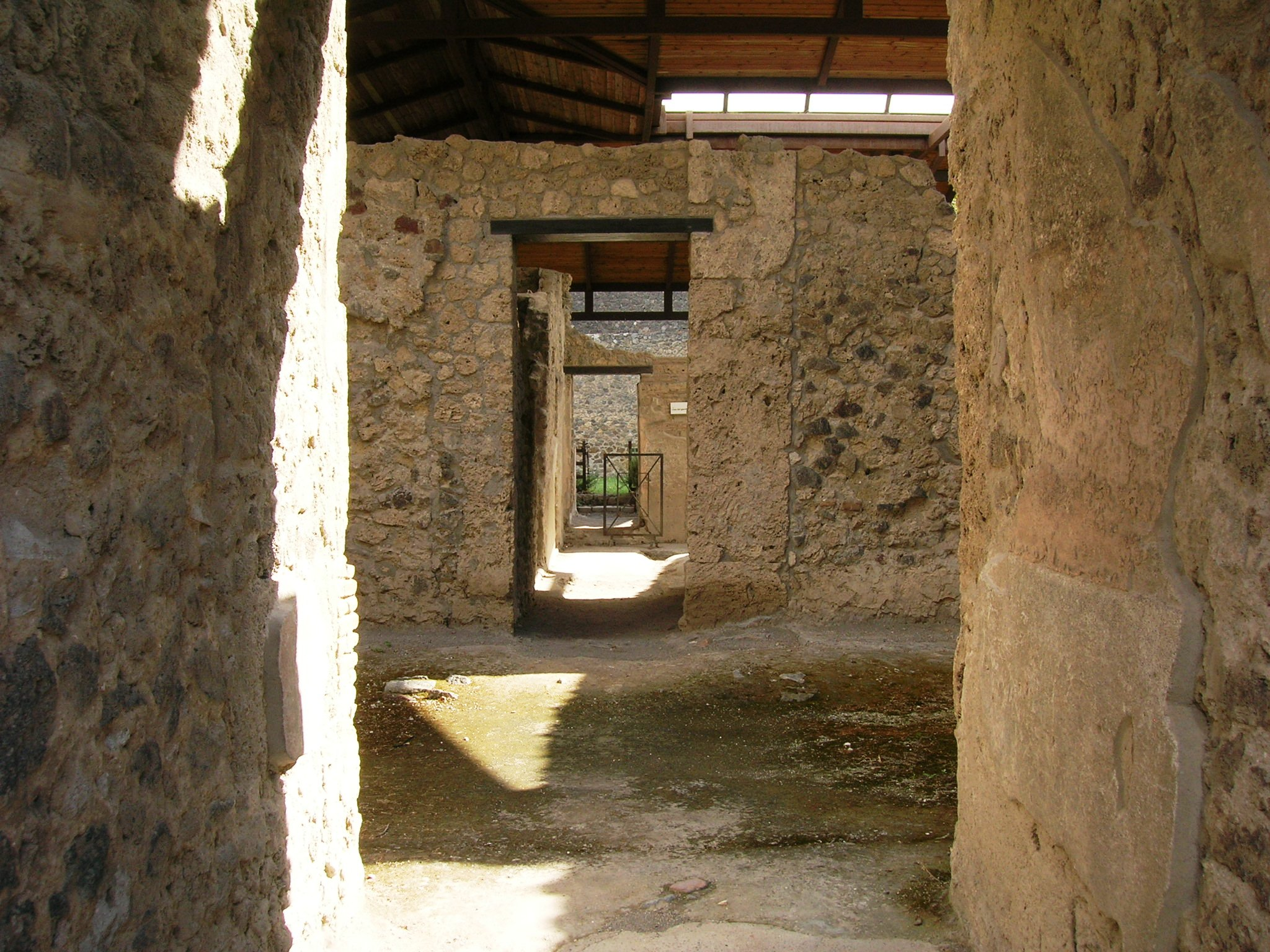
Blick in das Haus

Bei der Casa del Giardino di Ercole (Haus des Gartens des Herkules) handelt es sich um ein Wohnhaus in Pompeji (II.8.6), das mehrmals (1953, 1971/72 und 1987) das Ziel von Ausgrabungen war. Das Haus besitzt einen großen Garten, in dem eine Statue des Herakles stand, die dem Haus seinen modernen Namen gab.

## Beschreibung
Das Haus kann über die Fauces betreten werden, von denen man in eine Art Halle gelangt. Dahinter schließen sich einige wenige Räume an, während sich rechts davon ein großer Garten befindet. Ein Raum des Hauses hat einfache Malereien im 4. Stil. Man sieht hier abwechselnd rote und gelbe Felder mit kleinen Bildern von Landschaften und Vögeln als zentrale Vignetten. Ein weiterer Raum zeigt schlichte, abwechselnd rote und weiße Felder ohne irgendwelche weitere Ziermuster oder Bilder. 
Im Garten fanden sich Triklinium-Bänke. An der Westseite des Gartens, an dessen Mauer, steht ein Lararium, in dem sich eine Statue des Herakles fand. Die etwa 60 cm hohe Statue war schon in der Antike beschädigt und wieder repariert worden. Im Garten stand auch eine Hundehütte, die aus einer Amphore bestand, um die sich Mauerwerk befand. Bei den Trikliniumbänken fanden sich die Reste einer Leiche mit fünf Goldmünzen, zwei Goldringen, einer Strigilis und sieben medizinischen Instrumenten. Beim Lararium fanden sich zwei Terrakottafiguren. Grabungen im Garten in den Jahren 1971 bis 1972 haben gezeigt, dass es sich um einen großen, kommerziellen Blumengarten handelte, der durch ein kompliziertes Bewässerungssystem gespeist wurde.